# Kanton Verteillac
Der Kanton Verteillac war von 1790 bis 2015 ein französischer Wahlkreis im Arrondissement Périgueux, im Département Dordogne und in der Region Aquitanien; sein Hauptort war Verteillac, Vertreter im Generalrat des Départements war zuletzt von 2004 bis 2015 Didier Bazinet. 
Der Kanton war 233,57 km² groß und hatte 4655 Einwohner (Stand: 1999).

## Gemeinden
| Gemeinde                   | Einwohner Jahr | Fläche km² | Bevölkerungsdichte | Postleitzahl | Code INSEE |
| -------------------------- | -------------- | ---------- | ------------------ | ------------ | ---------- |
| Bertric-Burée              | 455 (2013)     | –          | – Einw./km²        | 24320        | 24038      |
| Bourg-des-Maisons          | 61 (2013)      | –          | – Einw./km²        | 24320        | 24057      |
| Bouteilles-Saint-Sébastien | 176 (2013)     | –          | – Einw./km²        | 24320        | 24062      |
| Cercles                    | 203 (2013)     | –          | – Einw./km²        | 24320        | 24093      |
| Champagne-et-Fontaine      | 405 (2013)     | –          | – Einw./km²        | 24320        | 24097      |
| La Chapelle-Grésignac      | 113 (2013)     | –          | – Einw./km²        | 24320        | 24109      |
| La Chapelle-Montabourlet   | 70 (2013)      | –          | – Einw./km²        | 24320        | 24110      |
| Cherval                    | 282 (2013)     | –          | – Einw./km²        | 24320        | 24119      |
| Coutures                   | 192 (2013)     | –          | – Einw./km²        | 24320        | 24141      |
| Gout-Rossignol             | 387 (2013)     | –          | – Einw./km²        | 24320        | 24199      |
| Lusignac                   | 189 (2013)     | –          | – Einw./km²        | 24320        | 24247      |
| Nanteuil-Auriac-de-Bourzac | 204 (2013)     | –          | – Einw./km²        | 24320        | 24303      |
| Saint-Martial-Viveyrol     | 202 (2013)     | –          | – Einw./km²        | 24320        | 24452      |
| Saint-Paul-Lizonne         | 267 (2013)     | –          | – Einw./km²        | 24320        | 24482      |
| La Tour-Blanche            | 422 (2013)     | –          | – Einw./km²        | 24320        | 24554      |
| Vendoire                   | 151 (2013)     | –          | – Einw./km²        | 24320        | 24569      |
| Verteillac                 | 644 (2013)     | –          | – Einw./km²        | 24320        | 24573      |

## Bevölkerungsentwicklung
| 1962 | 1968 | 1975 | 1982 | 1990 | 1999 |
| ---- | ---- | ---- | ---- | ---- | ---- |
| 4941 | 5510 | 4957 | 4836 | 4850 | 4655 |